# Bolla (namn)
Bolla är ett fornnordiskt kvinnonamn som möjligen betyder den runda. Det kan vara bildat av ordet bulle, runt bröd eller bolli som betyder rund skål. Namnet kan också vara en kortform av namn som Botilda, Bodil och Ingeborg. .
Namnet Bolla förekommer i runinskrifter och det äldsta belägget i Sverige är därmed redan från 1000-talet. Bland annat nämns namnet på en runsten i Gryta, Uppland (runsten U 867).
Den 31 december 2014 fanns det totalt 33 kvinnor folkbokförda i Sverige med namnet Bolla, varav 11 bar det som tilltalsnamn.
Namnsdag: saknas